# Rambla de Méndez Núñez
La Rambla de Méndez Núñez, popularment coneguda com a la Rambla, és una cèntrica avinguda de la ciutat valenciana d'Alacant que separa els barris del Centre i el Barri Vell. Connecta l'avinguda d'Alfons el Savi amb l'Esplanada i està situada al llit final d'una rambla (la rambla de Canícia). Deu el seu nom al militar del segle xix Casto Méndez Núñez.

## Història
Fins a ben entrat el segle xix, en el qual es van derrocar les muralles d'Alacant, per l'actual recorregut del carrer discorria un dels murs defensius que es van construir durant el segle xvi. El carrer que corria paral·lel a aquest mur dins de la ciutat emmurallada rebia el nom de carrer del Mur, mentre que en la part exterior es trobava el barranc de Canícia, que recollia les aigües de la rambla i rebia el nom de carrer del Vall. Després de l'enderrocament de les muralles, es va construir el carrer usant els enderrocs per emplenar el barranc. Cap a la primera dècada del segle xx, el carrer disposava d'un passeig central elevat. En 1912 es va traslladar fins a allí el mercat de parades ambulants que, fins a aquesta data, tenia lloc al mercat de l'Esplanada. Quan es va inaugurar el Mercat Central, es va desmuntar el passeig elevat i es va deixar una avinguda arbrada. En 1941, es van derrocar alguns edificis per perllongar el carrer fins a l'Esplanada i en la dècada següent es va perllongar cap al nord, moment en què va quedar en la seua configuració actual. Després de les greus inundacions que va sofrir Alacant en 1997, es va construir en aquesta avinguda un gran col·lector subterrani d'aigües pluvials.

## Descripció
La rambla de Méndez Núñez és una avinguda molt transitada que connecta el centre de la ciutat amb el port i la platja. Atenent a la numeració del carrer, la Rambla té una orientació sud-nord, que s'estén des de l'Esplanada fins a l'avinguda d'Alfons el Savi. Consta de tres carrils per al trànsit rodat, que es converteixen en dos a partir de la bifurcació del carrer a l'altura de la Torre Provincial. Consta de voreres molt àmplies en les quals es disposen sengles files d'arbres i bancs, i que permeten l'establiment de les terrasses dels bars limítrofs. El carrer alterna diversos edificis modernistes amb moderns blocs d'oficines. En el seu extrem nord existeix un accés a l'estació subterrània de Mercat del TRAM d'Alacant.
A causa de la seua cèntrica situació, l'avinguda serveix com a lloc de pas de tot tipus de manifestacions ciutadanes i desfilades festives. En aquests esdeveniments, sol instal·lar-se en aquesta avinguda un cadafal per a les autoritats. És el cas de la cavalcada dels Reis Mags, les processons de la Setmana Santa i les desfilades de les festes de Moros i Cristians i les Fogueres de Sant Joan. Durant aquestes últimes, a més, es planta una foguera en la rambla.

## Punts d'interés
En ordre ascendent de numeració:
- Esplanada d'Espanya, el passeig marítim de la ciutat, el terra del qual està format per un mosaic ondat amb els colors roig, blau i blanc.
- Edifici La Unión y el Fénix (núm. 1), edifici de la primera meitat del segle xx rematat amb una escultura metàl·lica de Ganimedes sobre un fènix.
- Gran Sol (núm. 3), hotel de 31 plantes i grans murals exteriors. És el tercer edifici més alt de la ciutat.
- Edifici Roma.
- Casa de l'Ascensor (núm. 7), edifici modernista que va ser el primer de la ciutat a comptar amb un ascensor.
- Portal d'Elx, plaça amb quatre ficus de grans dimensions i un quiosc central.
- Edifici La Adriática.
- Museu de Fogueres (núm. 29) dedicat a la festa de les Fogueres de Sant Joan.
- Banc d'Espanya (núm. 31) edifici neoclàssic construït en la primera meitat del segle xx.
- Monument a la Constitució. Escultura urbana d'Arcadi Blasco enfront de la Torre Provincial i com a prolongació de la plaça de Sant Cristòfol.
- Torre Provincial (núm. 35), edifici de quinze plantes en la confluència de la Rambla amb el carrer de López Torregrosa, amb un relleu monumental en un lateral i un gran rellotge digital en la part superior. Alberga oficines de la Generalitat Valenciana.
- Plaça de Sant Cristòfol.